# Douelle (architecture)
Pour les articles homonymes, voir Douelle.

Coupe d'une voûte de pont en maçonnerie.

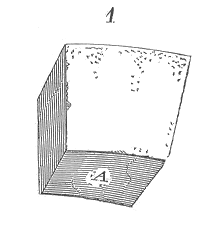
A est la douelle du claveau.

La douelle est la partie inférieure d’une voûte, synonyme d'intrados. Elle est constituée de voussoirs, ou claveaux. C'est donc le parement intérieur d'une arche ou d'un pont en maçonnerie vouté.

## Matériaux utilisés
Les matériaux constitutifs de la douelle sont des moellons taillés avec une face rectangulaire, les quatre arêtes étant dans le même plan, et des côtés à faces convergentes, constituant ainsi un voussoir. Il peut s’agir soit de moellons équarris, dénommés aussi « moellons tétués », à savoir dressés au marteau têtu, soit de moellons d’appareil, aussi dénommés « moellons smillés », c’est-à-dire taillés avec un nombre d'impacts plus important que la taille pointée et de façon plus régulière, avec des traits plus longs, selon la dureté de la roche. L’utilisation de la pierre de taille est réservée aux bandeaux.
La hauteur de la face apparente rectangulaire des moellons est comprise entre 0,15 m et 0,25 m. La largeur est quant à elle comprise 1,5 et 2,5 fois la hauteur.
Dans les grandes voûtes, on a employé à peu près toutes les pierres naturelles, sauf les tendres : le granit (comme le pont de Londres ou le pont Victoria ou Putney Bridge ou le pont de Céret), le gneiss, le schiste (comme le pont de Plauen), le basalte (viaducs d’Auvergne), la lave (pont de Vieille-Brioude), le calcaire (pont George-V à Orléans ou pont Saint-Bénezet à Avignon), le grès (pont Adolphe à Luxembourg), les meulières, etc..
Les matériaux artificiels ont également été utilisés, avant l’avènement du béton armé : les briques, le béton moulé ou lé béton damé.

## Dispositions constructives
Le flanc de la voûte est dénommé « assise », représenté par AB, vue de côté, sur le dessin ci-contre. Pour ne pas glisser, les matériaux doivent être disposés perpendiculairement à la résultante des actions agissant sur l’assise. De même l’assise doit être composée de matériaux également compressibles, pour éviter que les parties les plus compressibles aient tendance à s’enfoncer par rapport aux autres.
Perpendiculairement à la voûte, on peut changer d’appareil. Ainsi une voûte en moellons bruts peut être traversée par des chaînes de pierre de taille.